# August Ludwig Schlözer
Auguste-Louis de Schloezer, en allemand August Ludwig von Schlözer (né le 5 juillet 1735 à Jagstadt, aujourd'hui Kirchberg an der Jagst, - décédé le 9 septembre 1809 à Gœttingue, Göttingen en allemand) est un historien, écrivain, éditeur, pédagogue et philologue allemand ayant vécu en Allemagne et en Russie. Son existence et sa vie intellectuelle s'insèrent dans la période de l'Aufklärung, le siècle des Lumières.

## Biographie
Fils du pasteur Johann Georg Friedrich Schlözer, August Ludwig Schlözer commence des études de théologie en 1751 à Wittenberg, études qu'il poursuit ensuite à Göttingen. De 1754 à 1755, puis de 1759 à 1761, il étudie la philologie et l'orientalisme à l'Université de Göttingen. Il étudie aussi la médecine et les sciences politiques. Il travaille d'abord comme précepteur à Stockholm en Suède. En 1761 il reçoit une invitation de Gerhard Friedrich Müller, historiographe officiel à la Cour de Russie, à lui venir en aide à Saint-Pétersbourg. Un an plus tard, en 1762, il travaille comme Professeur-Adjoint à l'Académie des Sciences de Saint-Pétersbourg. Il y est nommé Professeur en 1765. Il utilise quelques séjours intermittents à Göttingen pour ses travaux de recherche. À la suite d'une mésentente entre lui et Gerhard Müller il revient définitivement à Göttingen en 1767. Après une série de publications en tant qu'expert de l'histoire et de la civilisation russes, il est nommé professeur de philosophie et de politique à l'Université de Göttingen qui possède de lui un portrait à l'huile reproduit ci-dessus. Schlözer jouit en son temps du prestige dû à sa magistrale autorité dans le domaine de l'histoire de la Russie, manifestée en de nombreux travaux rédigés en langue allemande. Ainsi, en 1770, tout en enseignant l'histoire de la Russie, il rédige une de ses œuvres les plus célèbres, la Nestorchronik, pour laquelle il est anobli par le tsar Alexandre Ier en 1804. August Ludwig se nomme désormais von Schlözer.
Schloezer est le premier philologue européen à utiliser la locution « langues sémitiques ».
Il épouse Caroline Roederer, fille de Johann Georg Roederer (en).

## Œuvres
Quelques œuvres notoires sont
- Introduction à l'Histoire du Nord, 1771,
- Histoire des Mines et Monnaies de la Russie, 1791,
- Histoire générale, de 1792 à 1801,
- Correspondance, de 1778 à 1782.

## Honneurs académiques
- 1761 : Membre-correspondant de la Société des Sciences de Göttingen.
- 1762 : Membre-adjoint de l'Académie des Sciences de Saint-Pétersbourg.
- 1766 : Membre étranger de la Société des Sciences de Göttingen.
- 1769 : Membre-honoraire étranger de l'Académie des Sciences de Saint-Pétersbourg.
- 1772 : Membre-adjoint de la Société des Sciences de Göttingen.